# 西宁市

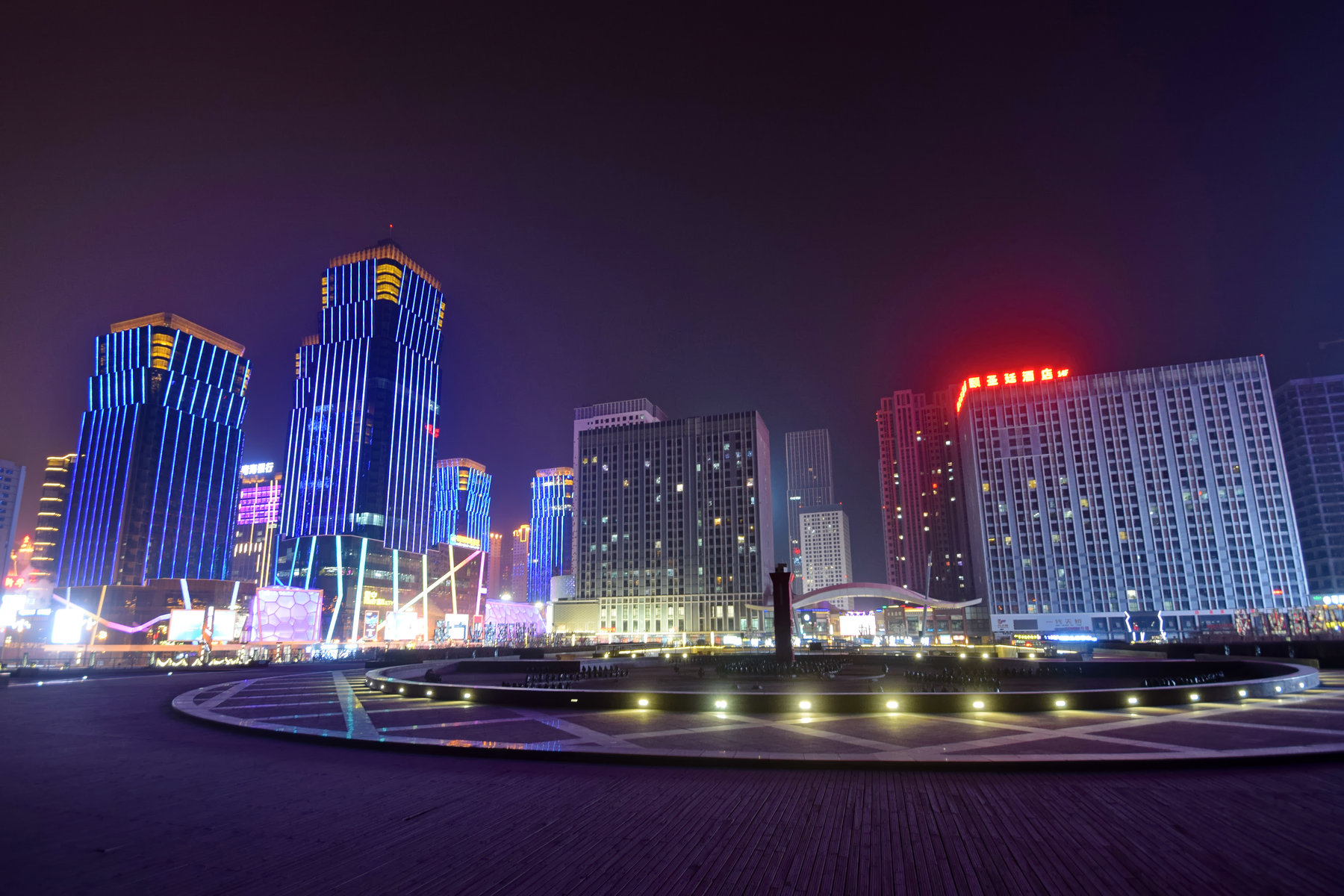
海湖新区夜景

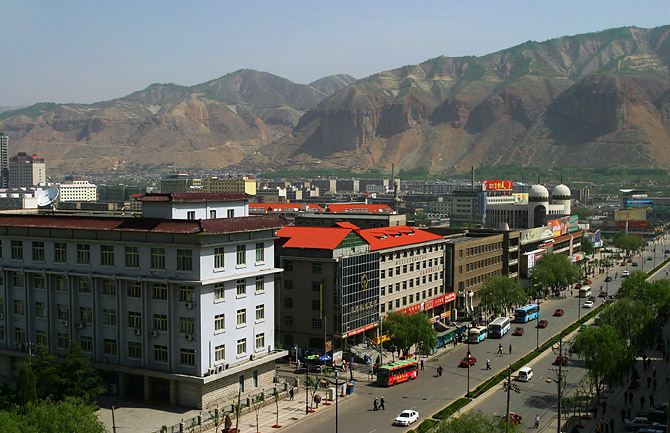
工業區

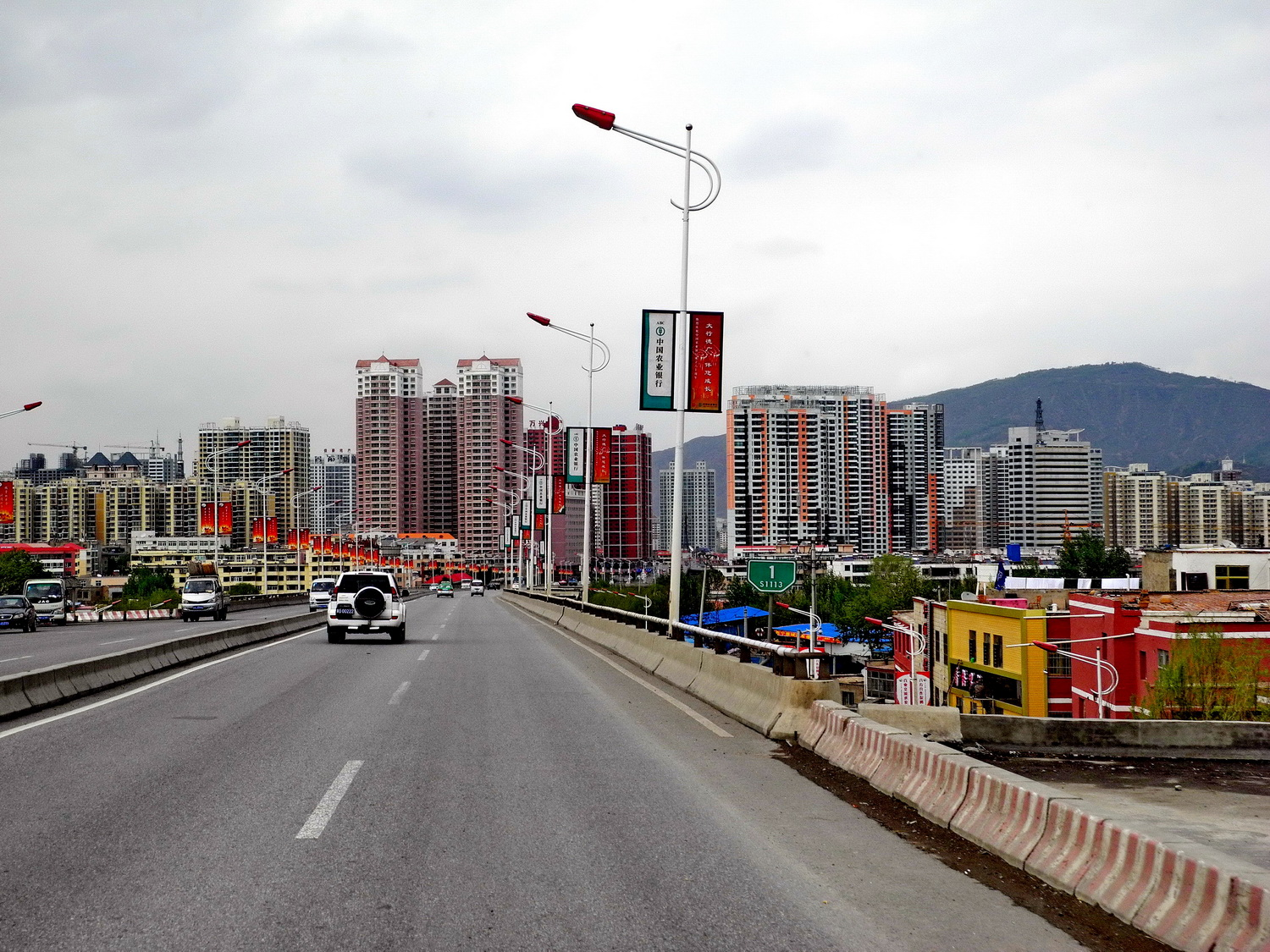
南區住宅開發區

西宁市，古称鄯州、西平郡、青唐城，是中華人民共和國青海省省会，位于青海省东部。市境东邻海东市，西北达海北州，西南界海南州。地处青藏高原东北部，湟水中游河谷盆地，北依达坂山，南邻拉脊山，西靠日月山，四周丘陵环抱。湟水自西向东横贯市境，其支流南川河、北川河于市区汇合。西宁是古“丝绸之路”和“唐蕃古道”必经之地，素有“西海锁钥、海藏咽喉”之称。全市总面积7,607平方公里，市人民政府驻城中区南关街43号。

## 历史
据城北区朱家寨遗址、沈那遗址和西杏园遗址等考古发现，早在四、五千年以前就有人类在西寧生活。

### 汉朝時期
秦汉以前，这里是西羌、西戎之地。主要為羌人生活的地方。西汉在今西宁设立了西平亭，屬金城郡，西寧正式納入中國版圖，也是西宁建城之始。汉平帝时又置西海郡。

### 魏晉時期
今西宁属曹魏的统治范围。222年，魏在今西宁市修筑了西平郡城。265年，西晋在今湟水流域置西平郡，辖西都（今西宁市）等地。

### 十六国时期
今甘肃西部、青海东部地区被鲜卑族的秃发部佔据，建立了一個割据政权南凉，曾一度在西寧建都西平。

### 北魏時期
445年，北魏改西平郡为鄯善镇，526年（北魏孝吕二年），又改鄯善镇为鄯州，辖西平（今西宁市）等地。

### 隋唐時期
607年（隋炀帝大业三年）改鄯州为西平郡，辖湟水、化隆二县，今西宁为西平郡湟水县的辖地。618年唐朝建立后，在青海东部设鄯、廓二州。鄯州辖龙支、湟水二县，今西宁为湟水县辖地。安史之乱后，吐蕃从唐军手中夺取了西寧，改稱青唐城。

### 唃廝囉时期
从唐朝末年到北宋初期，青海河湟地区的吐蕃各个部落互不统属，处在分裂战乱中。到11世纪初期分裂成几个较大的部落集团。李立遵是其中一个部落集团的首领，他把吐蕃赞普的後代唃廝囉（藏语译音意为佛子）劫持到今青海平安县，尊为赞普，李立遵自立为相，1025年唃廝囉脱离了李立遵等人的控制。

### 宋元時期
唃廝囉死后，青唐王位传了三世。1099年宋军进入湟水流域，占据青唐城，建立鄯州。1104年北宋改鄯州为西宁州，隶属于陇西都护府，“西宁”这一名称一直沿用到今天。
1129年，被金朝佔領。
1136年，被西夏佔領。
1227年，元太祖成吉思汗率蒙古军队入侵西夏，南渡黄河攻占西宁州，西宁并入元朝统治。

### 明時期
1373年（明洪武六年）西宁州改为西宁卫，属陕西行都司管辖，下辖6个千户所，即：西宁千户所（治今西宁）、镇海千户所（治今湟中县通海镇）、北川千户所（治所在今大通县老城关）、南川千户所（治湟中县申中）、古鄯千户所（治所在今民和县古鄯镇）、碾伯守御千户所（治所在今乐都县碾伯镇）。1385年（洪武十八年）动工修建西宁卫城。现西宁七一路南侧保留的古城墙就是明西宁卫城的遗迹。

### 清时期
1645年（清朝顺治二年）清军佔領西宁。雍正三年（1725年），平定罗卜藏丹津后，改西宁卫为西宁府，属甘肃省。下设西宁县、碾伯县和大通卫。1724年，設钦差办理青海蒙古番子事务大臣（通称西寧辦事大臣），統轄青海境内的蒙古、藏族各部。

### 民國時期与共和国初期
1912年6月，改青海办事大臣为青海办事长官，驻甘肃西宁。1913年（民国二年）4月北洋政府改革清代建制，废西宁府，改海东道，西宁是道府所在地。1914年6月，改海东道为西宁道。1915年10月，改甘肃省西宁镇总兵为甘边宁海镇守使，驻西宁。
1927年（民国十六年）撤西宁道，设西宁行政长官。
1929年，国民政府设立青海省，以西宁县为青海省省会。1943年底，西宁县移治文华镇（今鲁沙尔镇），在西宁城区（官方称省垣，沿用至今）设省垣特种区，由省民政厅直辖，政务由省会警察局兼理。1945年8月，改省垣特种区为西宁市政筹备处，下设第一、二、三、四、五区5个区。1946年1月，西宁县更名湟中县。1946年6月，西宁市正式成立，总面积30平方公里（其中城区面积3平方公里），总人口7万余人（其中市区人口55564人）。
1949年9月5日解放军佔領西宁，9月8日成立市人民政府。
1956年6月，青海省人民委员会作出《关于西宁市建制的决定》，西宁市成为下辖区人民政府的市。1960年1月，国务院批准西宁市升格为地级市。

## 地理
西宁是青海省的省会，是青藏高原第一大城市，青海第一大城市，是全省政治、经济、文化、教育、科教、交通和通讯中心。青藏铁路，兰新铁路第二双线经过西宁，设有站点，西宁地处青藏高原河湟谷地南北两山对峙之间，统属祁连山系，黄河支流湟水河自西向东贯穿市区。市区海拔2,261米，年平均降水量380毫米，蒸发量1,363.6毫米，年平均日照为1,939.7小时，年平均气温7.6℃，最高气温34.6℃，最低气温零下18.9℃，属高原高山寒温性气候。夏季平均气温17-19℃，气候宜人，是消夏避暑胜地，有“中国夏都”之称。

### 气候
| 西宁市气象数据（1981年至2010年）                      | 西宁市气象数据（1981年至2010年） | 西宁市气象数据（1981年至2010年） | 西宁市气象数据（1981年至2010年） | 西宁市气象数据（1981年至2010年） | 西宁市气象数据（1981年至2010年） | 西宁市气象数据（1981年至2010年） | 西宁市气象数据（1981年至2010年） | 西宁市气象数据（1981年至2010年） | 西宁市气象数据（1981年至2010年） | 西宁市气象数据（1981年至2010年） | 西宁市气象数据（1981年至2010年） | 西宁市气象数据（1981年至2010年） | 西宁市气象数据（1981年至2010年） |
| 月份                                                  | 1月                              | 2月                              | 3月                              | 4月                              | 5月                              | 6月                              | 7月                              | 8月                              | 9月                              | 10月                             | 11月                             | 12月                             | 全年                             |
| ----------------------------------------------------- | -------------------------------- | -------------------------------- | -------------------------------- | -------------------------------- | -------------------------------- | -------------------------------- | -------------------------------- | -------------------------------- | -------------------------------- | -------------------------------- | -------------------------------- | -------------------------------- | -------------------------------- |
| 历史最高温 °C（°F）                                   | 13.9 (57.0)                      | 20.8 (69.4)                      | 26.2 (79.2)                      | 31.8 (89.2)                      | 30.7 (87.3)                      | 31.9 (89.4)                      | 36.5 (97.7)                      | 34.0 (93.2)                      | 29.9 (85.8)                      | 25.2 (77.4)                      | 19.3 (66.7)                      | 13.3 (55.9)                      | 36.5 (97.7)                      |
| 平均高温 °C（°F）                                     | 2.0 (35.6)                       | 5.2 (41.4)                       | 10.1 (50.2)                      | 16.0 (60.8)                      | 19.9 (67.8)                      | 22.7 (72.9)                      | 24.8 (76.6)                      | 24.1 (75.4)                      | 19.3 (66.7)                      | 14.1 (57.4)                      | 8.4 (47.1)                       | 3.2 (37.8)                       | 14.2 (57.5)                      |
| 日均气温 °C（°F）                                     | −7.3 (18.9)                      | −3.5 (25.7)                      | 2.0 (35.6)                       | 8.1 (46.6)                       | 12.4 (54.3)                      | 15.4 (59.7)                      | 17.4 (63.3)                      | 16.5 (61.7)                      | 12.3 (54.1)                      | 6.4 (43.5)                       | −0.3 (31.5)                      | −5.9 (21.4)                      | 6.1 (43.0)                       |
| 平均低温 °C（°F）                                     | −13.8 (7.2)                      | −10.0 (14.0)                     | −4.0 (24.8)                      | 1.6 (34.9)                       | 6.1 (43.0)                       | 9.4 (48.9)                       | 11.6 (52.9)                      | 11.0 (51.8)                      | 7.5 (45.5)                       | 1.3 (34.3)                       | −6.0 (21.2)                      | −11.9 (10.6)                     | 0.2 (32.4)                       |
| 历史最低温 °C（°F）                                   | −24.9 (−12.8)                    | −20.7 (−5.3)                     | −16.9 (1.6)                      | −12.5 (9.5)                      | −2.3 (27.9)                      | 0.2 (32.4)                       | 4.2 (39.6)                       | 3.7 (38.7)                       | −1.1 (30.0)                      | −12.5 (9.5)                      | −19.0 (−2.2)                     | −26.6 (−15.9)                    | −26.6 (−15.9)                    |
| 平均降水量 mm（）                                     | 1.8 (0.07)                       | 2.1 (0.08)                       | 8.5 (0.33)                       | 21.2 (0.83)                      | 51.4 (2.02)                      | 62.9 (2.48)                      | 82.3 (3.24)                      | 80.8 (3.18)                      | 61.4 (2.42)                      | 21.1 (0.83)                      | 3.6 (0.14)                       | 1.6 (0.06)                       | 398.7 (15.68)                    |
| 平均降水天数（≥ 0.1 mm）                              | 2.7                              | 3.4                              | 5.2                              | 6.5                              | 10.7                             | 14.6                             | 15.0                             | 13.8                             | 13.1                             | 7.3                              | 2.4                              | 2.2                              | 96.9                             |
| 平均相對濕度（％）                                    | 47                               | 44                               | 46                               | 48                               | 54                               | 61                               | 66                               | 67                               | 70                               | 65                               | 55                               | 50                               | 56                               |
| 月均日照時數                                          | 209.8                            | 204.9                            | 222.5                            | 241.0                            | 253.9                            | 236.5                            | 243.8                            | 244.4                            | 196.9                            | 208.1                            | 212.7                            | 201.2                            | 2,675.7                          |
| 可照百分比                                            | 69                               | 67                               | 60                               | 62                               | 58                               | 54                               | 55                               | 58                               | 53                               | 60                               | 69                               | 67                               | 60                               |
| 来源：中国气象局（1971–2000年间的降水天数和日照数据） |                                  |                                  |                                  |                                  |                                  |                                  |                                  |                                  |                                  |                                  |                                  |                                  |                                  |

## 政治

### 现任领导
| 机构     | · 中国共产党 · 西宁市委员会 | 西宁市人民代表大会 常务委员会 | 西宁市人民政府       | · 中国人民政治协商会议 · 西宁市委员会 |
| 职务     | 书记                        | 主任                          | 市长                 | 主席                                  |
| -------- | --------------------------- | ----------------------------- | -------------------- | ------------------------------------- |
| 姓名     | 王卫东                      | 黄城                          | 石建平               | 洛珠南杰                              |
| 民族     | 汉族                        | 汉族                          | 汉族                 | 藏族                                  |
| 籍贯     | 陕西省商洛市                | 浙江省常山县                  | 青海省化隆回族自治县 | 甘肃省天祝藏族自治县                  |
| 出生日期 | 1970年10月（54歲）          | 1969年8月（55—56歲）          | 1973年9月（51歲）    | 1976年4月（49歲）                     |
| 就任日期 | 2023年4月                   | 2024年11月                    | 2023年2月            | 2024年11月                            |

### 行政区划
西宁市下辖5个市辖区、1个县、1个自治县。
- 市辖区：城东区、城中区、城西区、城北区、湟中区
- 县：湟源县
- 自治县：大通回族土族自治县

西宁市还设立以下经济功能区：国家级西宁经济技术开发区、西宁高新技术产业开发区、海湖新区、城南新区。

## 人口
2022年末，西宁市常住人口达到248万人，比2021年末增加0.44万人，增长0.18%。
根据2020年第七次全国人口普查，全市常住人口为2,467,965人。同第六次全国人口普查的2,208,708人相比，十年共增加了259,257人，增长11.74%，年平均增长率为1.12%。其中，男性人口为1,256,520人，占总人口的50.91%；女性人口为1,211,445人，占总人口的49.09%。总人口性别比（以女性为100）为103.72。0－14岁的人口为403,700人，占总人口的16.36%；15－59岁的人口为1,710,014人，占总人口的69.29%；60岁及以上的人口为354,251人，占总人口的14.35%，其中65岁及以上的人口为249,669人，占总人口的10.12%。居住在城镇的人口为1,940,616人，占总人口的78.63%；居住在乡村的人口为527,349人，占总人口的21.37%。

### 民族
全市常住人口中，汉族人口为1,762,822人，占71.43%；各少数民族人口为705,143人，占28.57%。其中：藏族160,049人，占常住人口的6.49%；回族418,420人，占16.95%；土族66,378人，占2.69%；撒拉族17,770人，占0.72%；蒙古族19,099人，占0.77%；其它少数民族23,427人，占0.95%。与2010年第六次全国人口普查相比，汉族人口增加127,605人，增长7.8%，占总人口比例下降2.61个百分点；各少数民族人口增加131,652人，增长22.96%，占总人口比例增加2.61个百分点。其中，回族人口增加59,282人，增长16.51%，占总人口比例增加0.69个百分点；藏族人口增加38,382人，增长31.55%，占总人口比例增加0.98个百分点；土族人口增加8,857人，增长15.4%，占总人口比例增加0.09个百分点；蒙古族人口增加5,398人，增长39.4%，占总人口比例增加0.15个百分点；撒拉族人口增加9,265人，增长108.94%，占总人口比例增加0.33个百分点。
| 民族名称                | 汉族      | 回族    | 藏族    | 土族   | 蒙古族 | 撒拉族 | 满族  | 土家族 | 东乡族 | 壮族 | 其他民族 |
| ----------------------- | --------- | ------- | ------- | ------ | ------ | ------ | ----- | ------ | ------ | ---- | -------- |
| 人口数                  | 1,762,822 | 418,420 | 160,049 | 66,378 | 19,099 | 17,770 | 6,632 | 6,237  | 6,063  | 730  | 3,765    |
| 占总人口比例（%）       | 71.43     | 16.95   | 6.49    | 2.69   | 0.77   | 0.72   | 0.27  | 0.25   | 0.25   | 0.03 | 0.15     |
| 占少数民族人口比例（%） | －        | 59.34   | 22.70   | 9.41   | 2.71   | 2.52   | 0.94  | 0.88   | 0.86   | 0.10 | 0.53     |

## 交通

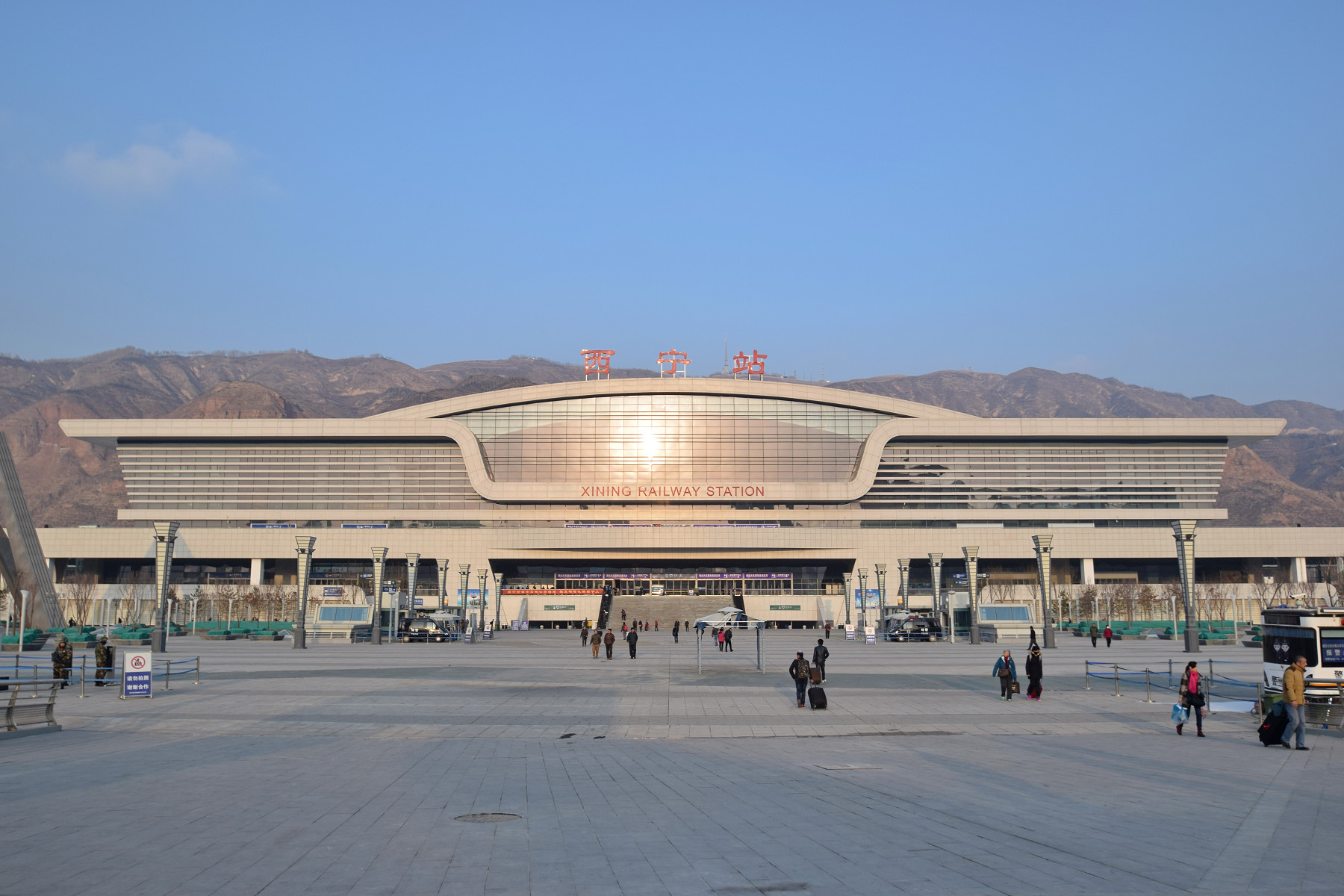
重建後的西宁站

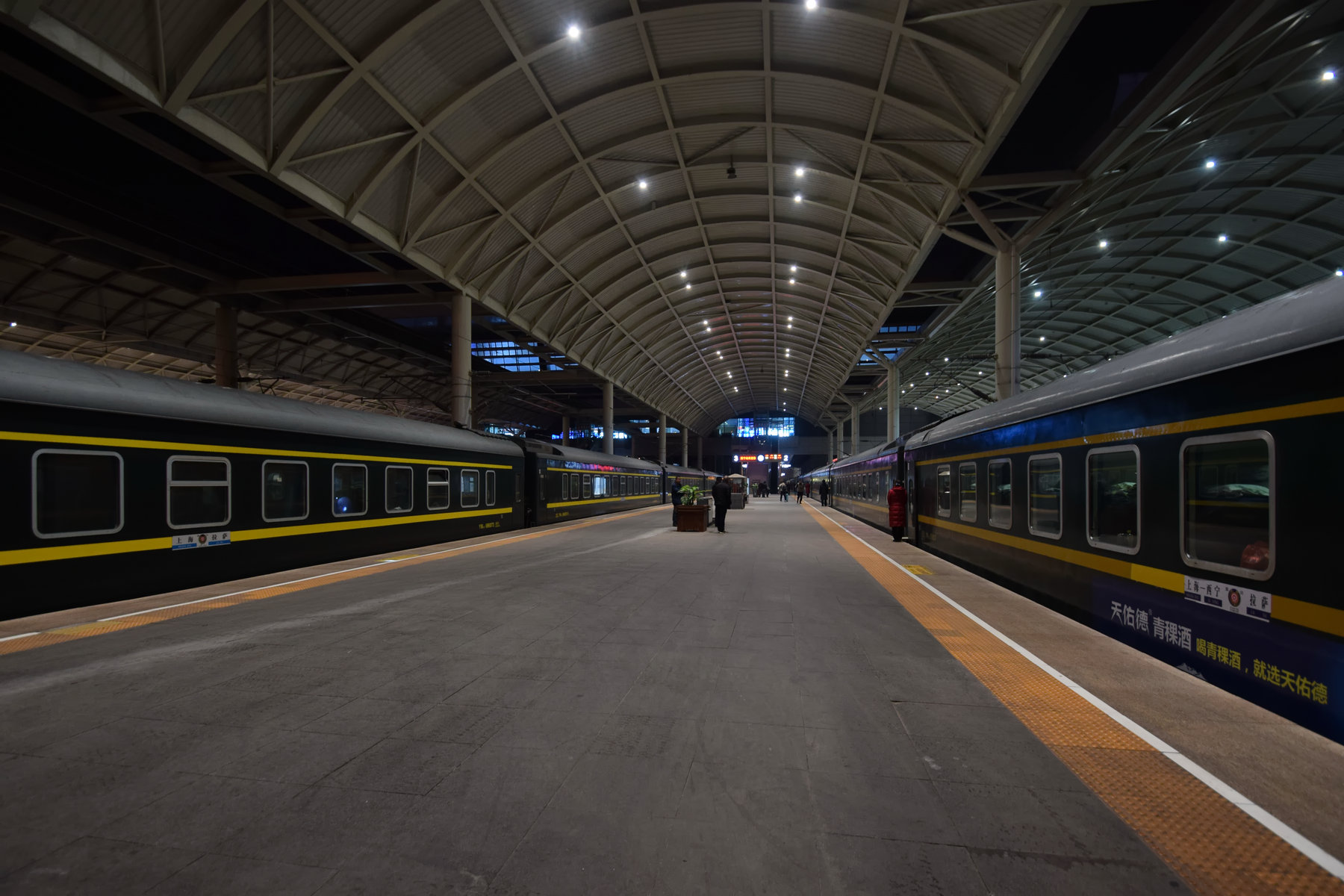
青藏铁路列車

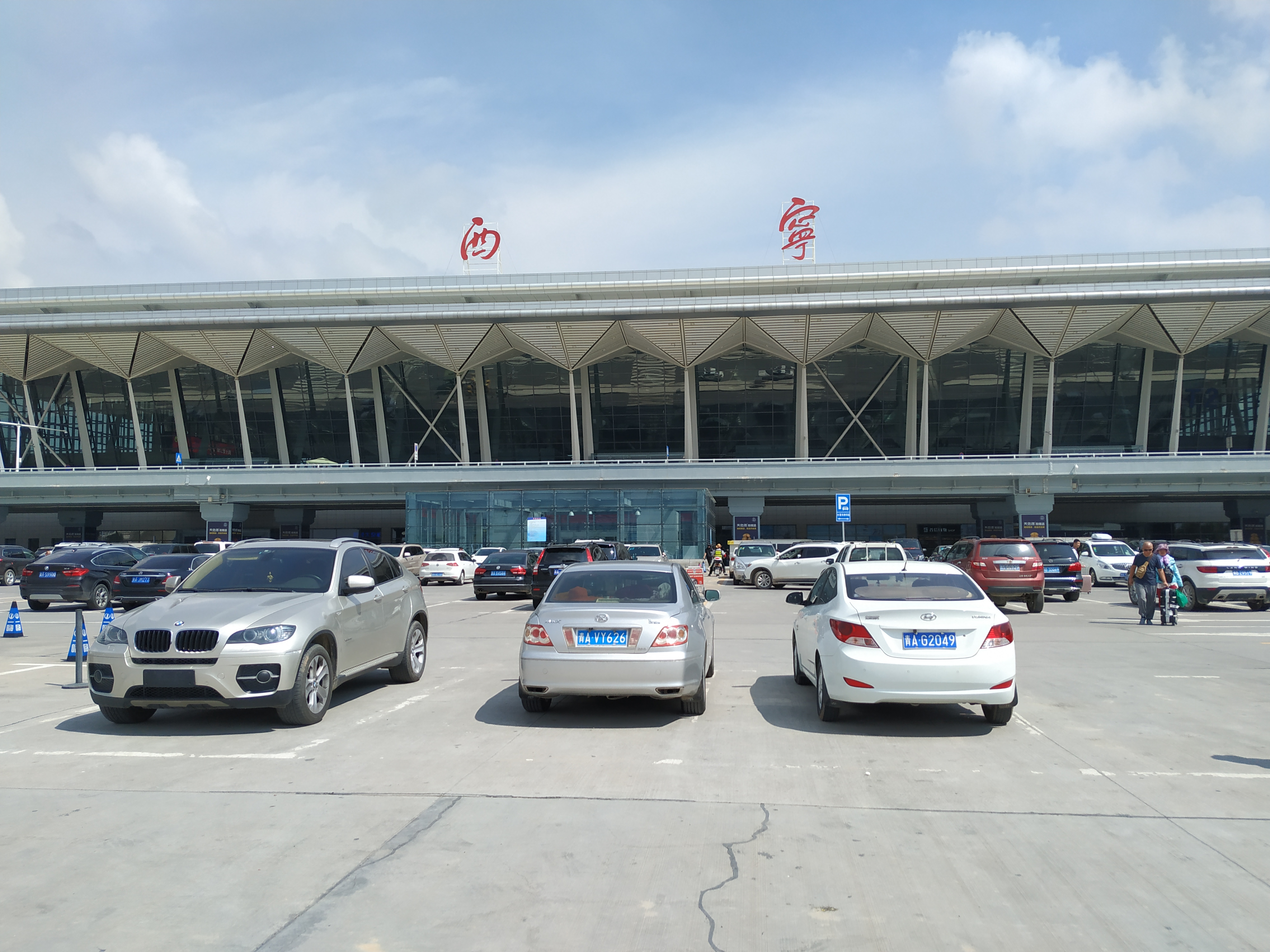
西宁曹家堡国际机场

### 长途客运
西宁市区分别有西宁汽车站、新宁路客运站、南川西路客运站、西宁小桥汽车站。

### 高速公路
- 京藏高速公路
- 兰西高速公路
- 平西高速公路
- 西湟一级公路
- 湟倒一级公路
- 西塔高速公路
- 宁大高速公路
- 西宁过境高速公路

### 国道
- 109国道
- 213国道
- 214国道
- 227国道
- 315国道

### 铁路
西宁市分别有兰青铁路、青藏铁路及兰新铁路第二双线。西宁是铁路列车入藏的必经之路，所有出入西藏的列车均停靠西宁。客运方面有西宁站运营中。
- 城际铁路

于2020年开始兰州经西宁至青海湖城际轨道交通前期工作。
- 城市轨道交通系统

截止2022年3月，暂无轨道交通运营，西宁轨道交通尚处于规划阶段。

### 航空
西宁曹家堡国际机场，位于海东市互助土族自治县，为民用国际機場，同时也是青海省的省会机场和青藏高原区域枢纽机场。

### 公共汽车
市区设有多线公交车，票价¥1-¥2不等；往湟中及塔尔寺¥2-¥3；往大通县及湟源县¥6。详细可参见西宁公交。

### 出租车
西宁出租车起步价¥8(3公里)，之後每公里¥1.3，22:00-06:00每公里¥1.5，车在静止状态下（如：等待长时间红灯或者堵车状况）每90秒增加¥0.3；离开市区范围会加收空驶补贴费每公里¥0.65。

## 主要科研学术机构及高校
- 青海大学
- 青海师范大学
- 青海民族大学
- 青海大学昆仑学院
- 青海交通职业技术学院
- 青海卫生职业技术学院
- 青海建筑职业技术学院
- 青海警官职业学院
- 青海广播电视大学
- 青海柴达木职业技术学院

科研机构：
- 中国科学院青海盐湖研究所
- 中国科学院西北高原生物研究所
- 青海省高原医学科学研究院

## 旅游

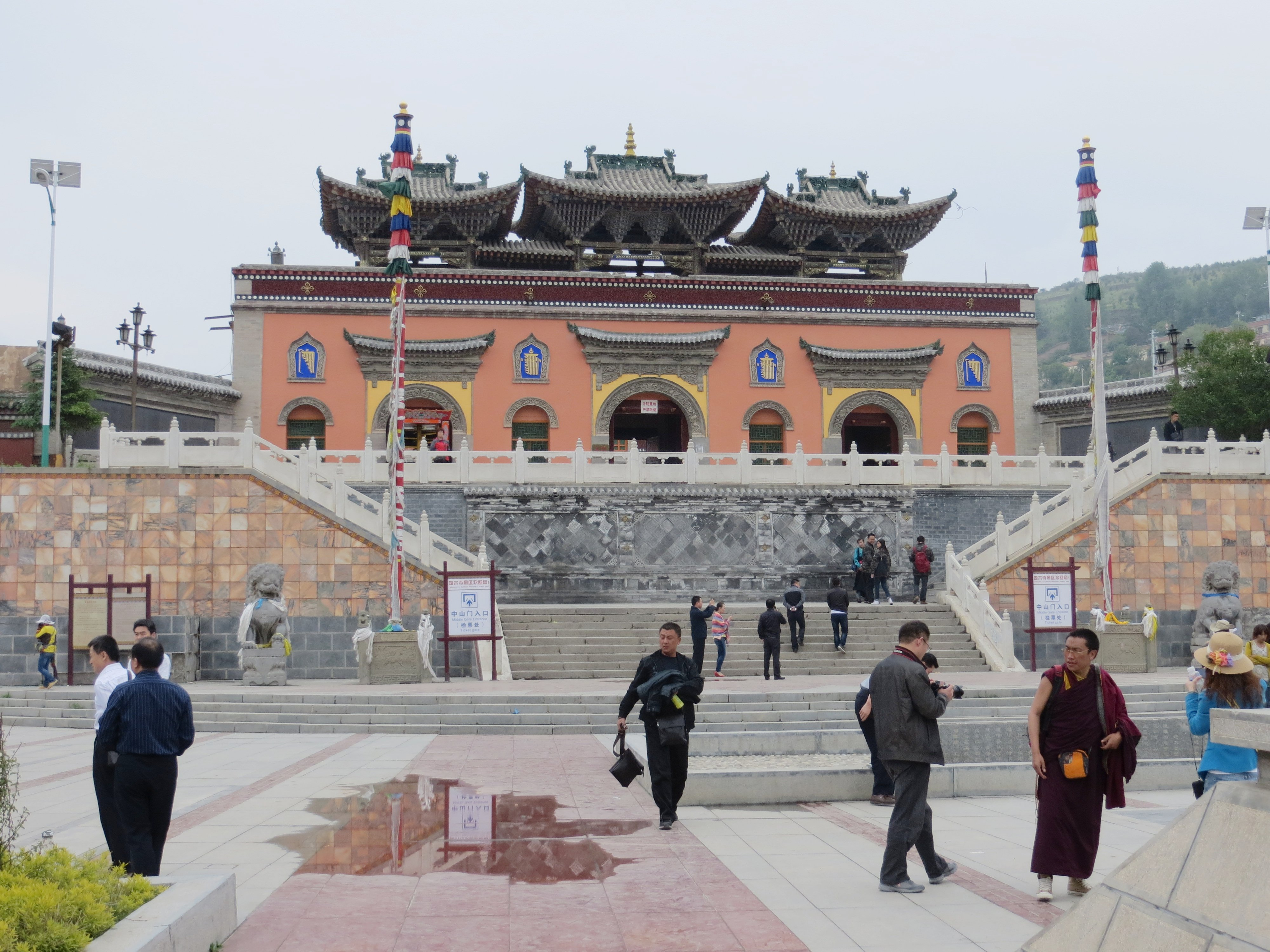
塔尔寺

- 北禅寺（北山寺、土楼观）
- 南禅寺
- 西宁东关清真寺
- 青海省博物馆
- 藏医药博物馆
- 塔尔寺
- 马步芳公馆
- 青藏高原野生动物园
- 高原明珠观光塔
- 青海湖
- 老爷山
- 茶卡盐湖
- 西宁南山公园

### 全国重点文物保护单位

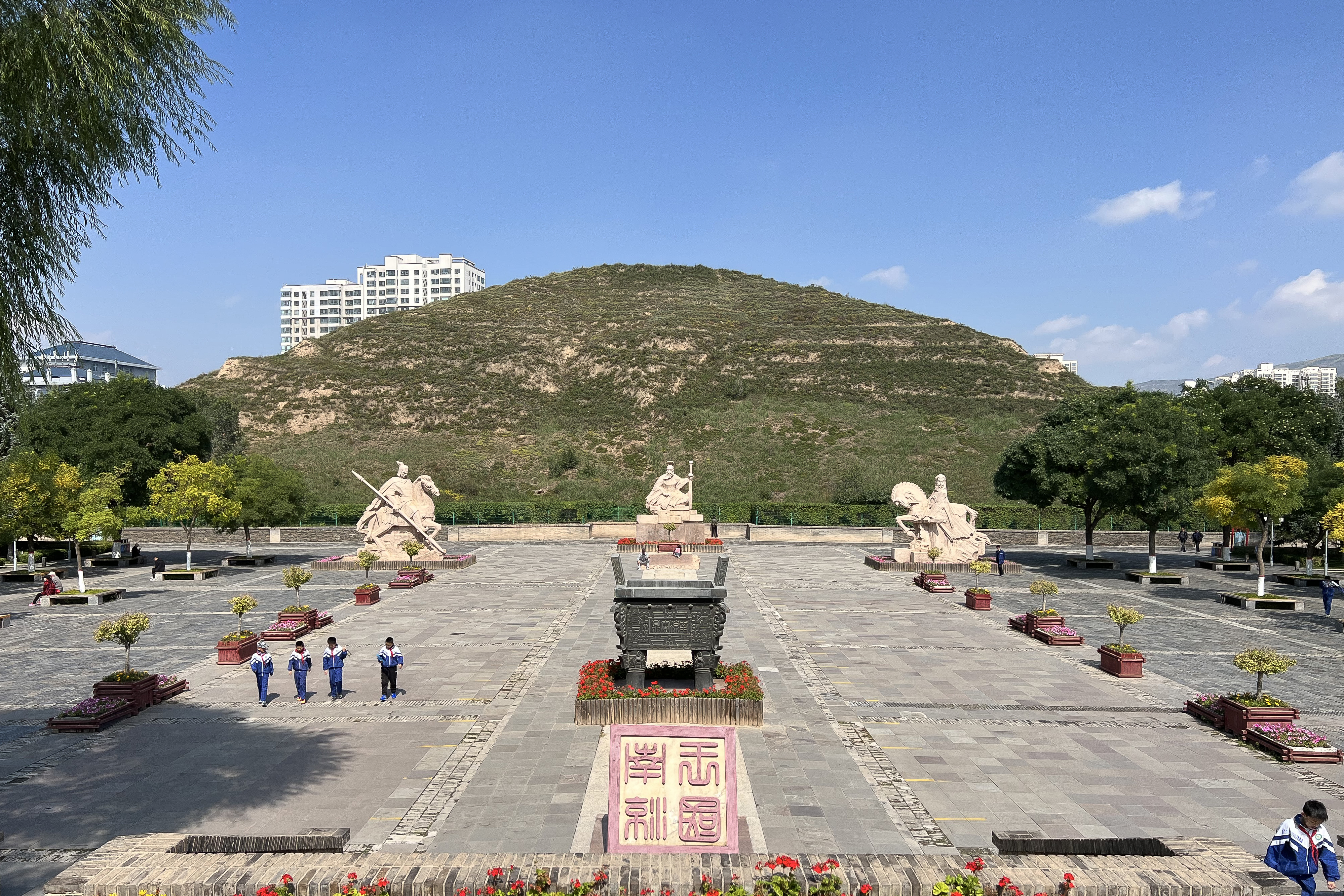
南凉虎台遗址公园

- 塔尔寺
- 沈那遗址
- 虎台遗址
- 东关清真大寺
- 湟源城隍庙

## 对外交流

### 友好城市
- 俄羅斯乌德穆尔特共和国伊热夫斯克市
- 斯里蘭卡卡卢特勒市